# Джорджевич, Владан
Владан Джорджевич (Белград, 21 ноября/3 декабря 1844 — Баден, 31 августа 1930) — сербский врач (хирург), основатель Сербского Медицинского общества, полковник санитарной службы, писатель, политик, мэр Белграда, председатель совета министров Сербии.

## Биография
Владан Джорджевич родился 21 ноября/3 декабря 1844 в Белграде. Его отец Джордж Джорджевич был потомком сербов из Северной Греции, служил фельдшером в сербской армии. Мать Мария, в девичестве Леко, родилась в известной белградской семье арумынского происхождения. Семья Леко, как и другие арумынские семьи, во время гонений православного населения турками бежала из Северной Греции. Сначала в Австрию, в Воеводину, в Белу Церкву, а потом, в тридцатых годах XIX века, в столицу Сербского княжества Белград. В духе греческо-арумынской культуры Владан был крещён как Гиппократ, родители хотели, чтобы сын стал врачом. Однако в зрелости Джорджевич по совету Чуро Даничича взял себе «народное» имя Владан.
Окончил гимназию в Белграде, в студенчестве был одним из лидеров Объединения сербской молодёжи.
Под влиянием Йосифа Панчича Джорджевич занялся изучением медицины в Бече, и там же стал доктором в 1869 году. В 1869—1871 прошёл курс хирургии под руководством известного профессора Билрота и стал первым дипломированным хирургом в Сербии. Для повышения своей квалификации по разрешению сербских властей Джорджевич отправился на Франко-прусскую войну в рядах прусских военных врачей. На войне он организовал военный госпиталь вблизи Франкфурта и получил за это благодарность от хирурга Лангебека и воинское звание.
После возвращения в Сербию Джорджевич некоторое время работал частным врачом, но вскоре был принят в сербскую армию и стал первым полковником санитарной службы (до него врач в сербской армии не мог иметь звание выше майора)
Работал начальником хирургического отделения в разных военных госпиталях с 1871. Один из основателей Сербского медицинского общества (1872) и редактор журнала Сербский архив медицины (1874). С 1873. служил личным врачом князя Милана Обреновича. Один из главных основателей Красного креста в Сербии (1876). В Первую Сербско-Турецкую войну (1876) был начальником санитарной службы Моравско-тимочской армии, а во вторую (1877—1878) — начальником медицинской службы верховного командования Армии Сербского Княжества. Основатель и главный врач Нишского военного госпиталя 1878. Будучи начальником гражданской санитарной службы Сербии с 1879, провёл в ней широкую реформу в 1881. В Сербско-Болгарскую войну 1885—1886 гг. снова начальник санитарной службы верховного командования.
Джорджевич был председателем белградской општины (мэром Белграда) в 1884—1888, министром образования и промышленности в 1888 году в правительстве Николы Христича. Затем перешёл на дипломатическую службу, был представителем Сербии в Афинах с 1891 и в Стамбуле с 1894 года, где способствовал назначению сербских епископов в
Македонии.
23 января 1888 избран членом-корреспондентом Сербской королевской академии, а 15 ноября 1892 её постоянным членом.
Председатель правительства и министр иностранных дел Сербии с 11 октября 1897 по 12 июля 1900 года. Его правительство работало накануне ожесточённой политической борьбы во время экономического развития Сербии и укрепления её армии. Ушёл в отставку после бракосочетания
короля Александра и Драги Машин.
В 1906 году провёл в тюрьме шесть месяцев за разглашение государственной тайны в своей книге «Конец одной династии»
Во время Первой мировой войны находился в заключении в Австрии за русофильские взгляды.
Владан Джорджевич скончался в последний день августа 1930 в санатории в Бадене в Австрии. Одиноким старым и больным в 86 лет закончил свою жизнь первый доктор хирургии в Сербии, организатор гражданской и военной санитарной службы, основатель Нишского военного госпиталя и Сербского Красного Креста, дипломат, политик, министр, председатель правительства, академик, автор бесчисленных романов… Государство за свой счёт «без помпы и шума», похоронило этого сербского великана в Белграде.

## Достижения
Будучи председателем Белградской општины, Джорджевич инициировал ремонт белградских улиц, проведение канализации, водопровода, газового освещения. Перенёс кладбище с Ташмайдана на Ново Гробле (новое кладбище), которое в честь Джорджевича называют Владановац.
Двадцать пять лет доктор Джорджевич как главный редактор заботился о финансировании и издании «Сербского архива медицины», который и сейчас остаётся одним из самых старых и долговечных медицинских журналов в мире.
В 1875—1892 гг. издавал ещё и журнал Отечество. Литература, наука, общественная жизнь.
Много писал на исторические темы, романы, рассказы, поэмы, драмы.
Важнейшие работы Джорджевича:
- История сербской военной медицины, I—IV (1879-86),
- Конец одной династии, -{I-III}- (1905—1906),
- Сербско-Турецкая война, -{I-II}- (1907),
- -{Albanesen und die Grossmachte}- («Албанцы и великие державы», на немецком)(1913),
- Царь Душан, -{I-III}- (исторический роман, 1919—1920),
- Черногория и Австрия 1814—1894 (1924),
- Воспоминания (1927).